# 太康県
太康県（たいこう-けん）は中華人民共和国河南省周口市に位置する県。

## 行政区画
- 鎮:常営鎮、遜母口鎮、老冢鎮、朱口鎮、馬頭鎮、竜曲鎮、板橋鎮、符草楼鎮、馬廠鎮、毛荘鎮、張集鎮、清集鎮、大許寨鎮、転楼鎮
- 民族鎮:城関回族鎮
- 郷:城郊郷、楊廟郷、王集郷、高賢郷、芝麻窪郷、独塘郷、五里口郷、高朗郷